# Seznam nigerijskih nogometašev
Seznam nigerijskih nogometašev.

## A
- Dele Adebola
- Mutiu Adepoju
- Rabiu Afolabi
- Victor Agali
- Julius Aghahowa
- Yakubu Aiyegbeni
- Ade Akinbiyi
- Jonathan Akpoborie
- Benedict Akwuegbu
- Onyekachi Apam
- Bosun Ayeni

## B
- Haruna Babangida
- Tijani Babangida
- Celestine Babayaro
- Yero Bello

## C
- Justice Christopher

## E
- Elderson Uwa Echiéjilé
- Ifeanyi Ekwueme
- Austin Ejide
- Eric Ejiofor
- Joseph Enakhahire
- Vincent Enyeama

## G
- Finidi George

## I
- John Ibeh
- Emeka Ifejiagwa
- Pius Ikedia

## K
- Nwankwo Kanu

## L
- Garba Lawal

## M
- Obafemi Martins
- Sunday Mba
- John Obi Mikel

## N
- Obinna Nwaneri

## O
- Victor Obinna
- James Obiorah
- Christian Obodo
- Peter Odemwingie
- Chidi Odiah
- Bartholomew Ogbeche
- Chinedu Obasi Ogbuke
- Pascal Ojigwe
- Austin Okocha
- Jay-Jay Okocha
- Onyekachi Okonkwo
- Isaac Okoronkwo
- Godwin Okpara
- Sunday Oliseh
- Seyi Olofinjana
- Femi Opabunmi
- Wilson Oruma

## S
- Danny Shittu
- Ike Shorunmu
- Efe Sodje

## T
- Taye Taiwo

## U
- Kalu Uche
- Ifeanyi Udeze
- John Utaka

## W
- Taribo West

## Y
- Rashidi Yekini
- Joseph Yobo
- Ayila Yussuf